# Juliana Carneiro da Cunha
Pour les articles homonymes, voir Carneiro (homonymie) et Cunha.
Juliana Carneiro da Cunha est une comédienne et danseuse brésilienne, née à Rio de Janeiro en 1949. 

## Éléments biographiques
En Europe, Juliana Carneiro da Cunha a travaillé avec Maurice Béjart, Maguy Marin et Ariane Mnouchkine.

Depuis 1990, elle fait partie de la troupe du Théâtre du Soleil, dirigée par Ariane Mnouchkine.

## Théâtre
- 1975 - Les Romantiques allemands, Théâtre Rideaux de Bruxelles
- 1977 - L’Oiseau vert, de Gozzi, Théâtre Rideaux de Bruxelles
- 1980 - Presença de Vinicius, de Celso Nunes
- 1982 - As lagrimas amargas de Petra Von Kant, de Rainer Werner Fassbinder, sous la direction de Celso Nunes
- 1984 - Mão na luva, de Oduwaldo Viana Filho, sous la direction de Aderbal Filho
- 1986 - A honra perdida de Katarina Blum, de Margarethe von Trotta, sous la direction de L.C. Ripper
- 1990 - Les Atrides, Ariane Mnouchkine, Théâtre du Soleil
- 1994 - La Ville Parjure, de Hélène Cixous, Ariane Mnouchkine, Théâtre du Soleil
- 1995 - Le Tartuffe, de Molière, Ariane Mnouchkine, Théâtre du Soleil
- 1997 - Et soudain, des nuits d'éveil, Ariane Mnouchkine, Théâtre du Soleil
- 1999 - Tambours sur la digue, de Hélène Cixous, Ariane Mnouchkine, Théâtre du Soleil
- 2006 - Les Ephémères, Ariane Mnouchkine, Théâtre du Soleil
- 2010 - Les Naufragés du Fol Espoir, Ariane Mnouchkine, Théâtre du Soleil
- 2014 - 2015 : Macbeth, de Shakespeare, Ariane Mnouchkine, Théâtre du Soleil

## Cinéma
- 1982 - O homem do Pau-Brasil... Ballerine
- 2001 - À la gauche du Père... La mère
- 2004 - Le Venin de l'aube... Veuve Assis
- 2009 - Bliss... Suzana

## Danse
- 1976 -	Possession (solo), de Alain Louafi
- 1978 -	Isadora, ventos e ondas, de Maurice Vaneau
- 1979 -	Cartas portuguesas, de Émilie Camie
- 1980 - Phèdre 80,  de Émilie Chamie
- 1980 -	L'éternel retour, de Stéphane Dosse
- 1989 - May B, Compagnie Maguy Marin
- 1989 - Et qu’est-ce que ça me fait à moi ?, Compagnie Maguy Marin

## Télévision
- 1986 - Selva de Pedra, TV Globo
- 1987 - Helena, TV Manchete
- 1988 - Carmem, TV Manchete
- 2005 - Hoje é Dia de Maria, TV Globo